# Strazjitsa (distrikt)
Strazjitsa (bulgariska: Стражица) är ett distrikt i Bulgarien.   Det ligger i kommunen Obsjtina Baltjik och regionen Dobritj, i den östra delen av landet, 400 km öster om huvudstaden Sofia.